# Green Ensign

Green Ensign met het Sint-Joriskruis (1701)

Green Ensign met de Union Jack uit de 19e eeuw

National Maritime Museum

Green Ensign (Nederlands: Groen vaandel) is de naam van een historische vlag die door sommige Ierse koopvaardijschepen werd gevoerd van de 17e tot het begin van de 20e eeuw. De Green Ensign bestaat uit een gouden harp op een groen veld met ofwel de Engelse vlag (Sint-Joriskruis) of een versie van de Union Jack in het kanton.
De groene vaan verschijnt in de volgende geselecteerde historische vlaggenkaarten:
| Jaar       | Vlaggenkaart                                                              |
| ---------- | ------------------------------------------------------------------------- |
| 1685       | Downham’s Flag Chart                                                      |
| 1700       | Len’s Flag Chart                                                          |
| 1799       | Flags of all Nations                                                      |
| jaren 1830 | Map of the Old World with border of flags (vanuit de Verenigde Staten)    |
| 1848       | Flaggen aller seefahrenden Nationen                                       |
| 1851, 1858 | A chart of National Flags (von Henry Bill, New York)                      |
| 1861, 1863 | New Chart of National Emblems (New York)                                  |
| 1863       | National and Commercial Flags of All Nations                              |
| jaren 1880 | Standards and Flags of All Nations (van Brown & Son, Verenigd Koninkrijk) |
| 1917       | National Geographic Flag Book (National Geographic Vlaggenboek)           |

De vraag of de Green Ensign ooit een officiële status heeft gehad op de Britse Eilanden of altijd slechts een informele vlag van sommige koopvaardijschepen is nog niet opgehelderd.